# سن-دیداس، کبک
سَن-دیداس (به فرانسوی: Saint-Didace) قصبه‌ای در منطقه شهری دوتره ناحیه لانودییر در استان کبک کانادا است. در سرشماری سال ۲۰۱۱ این قصبه ۶۱۰ نفر جمعیت داشته‌است و مساحت آن ۹۹٫۶۶ کیلومتر مربع است.